# 哈利·波特前傳
《哈利·波特前傳》（英語：Harry Potter prequel）是一部由J·K·羅琳於2008年創作的800字無標題的短篇小說，作為慈善拍賣活動的一部分，拍賣所得£25,000英鎊。該短篇小說後來與其他作家所手寫的相類似卡片一同以《你的故事是甚麼（What's Your Story）》為題的明信片收藏套裝發布，該明信片收藏套裝在2008年6月11日於網上刊載。
該故事設定於《哈利波特》系列事件發生的三年之前（即哈利出生前），講述天狼星·布萊克和詹姆·波特經歷了一段與兩名麻瓜警察相遇的冒險故事。

## 故事概要
故事講述兩名麻瓜警員—安德森探員（PC Anderson）與費雪探長（Sergeant Fisher），他們把一輛超速的摩托車追趕至一個死胡同，並把身為駕駛者的天狼星·布萊克與詹姆·波特逼到牆角。正當警察們打算以超速與駕駛時不佩戴安全帽的罪名拘捕他們時，三個騎著飛天掃帚的男子於四人對峙期間朝胡同向下飛越小巷。詹姆與天狼星以他們的魔杖施展魔法掀翻了警察的車輛以造成屏障，讓那些飛天掃帚撞了上去，使騎著掃帚的人失去知覺。正當兩名警察害怕得互相抓住對方時，天狼星和詹姆回到他們的摩托車上飛走了，把兩名受驚的警察留在巷子裡。

## 歷程

### 背景
- 2008年5月28日，羅琳宣佈指她正在替作家協會English PEN（英语：English PEN）和Dyslexia Action（英语：Dyslexia Action）撰寫一篇故事前傳。
- 2008年6月11日，倫敦皮卡迪利街的水石書店舉辦了一場名為《你的故事是甚麼？（What's Your Story?）》的慈善活動，該活動包括羅琳在內的13位其他作家受邀在一張相類似的A5卡片上寫下故事進行拍賣，羅琳還於其手寫卡片上簽署，所得收益稍後將捐給慈善團體English PEN（英语：English PEN）和Dyslexia Action（英语：Dyslexia Action）。
- 羅琳的故事卡片最終以£25,000英鎊的價格售予比良·迪格帕爾（Hira Digpal），他是一家以東京作為總部的投貿銀行顧問公司「紅–三十三（Red-33）」的董事[2]，而整套卡片的銷售總額為£47,150英鎊[3]。

### 盜竊
- 2017年4月，該前傳的手稿於伯明翰的一宗入居盜竊案中被盜去。羅琳於推特上發布了這一事件，要求粉絲不要購買該作品，而西米德蘭茲郡的警方呼籲提供信息[4]。
- 該入屋盜竊案的受害者告訴英國廣播公司指，這件作品是「無價之寶」，若再次合法出售的話，則有可能為其他公益事業籌集資金。他說：「認為無論是誰拿走或把它偷去，又或者可能購買了它的人，都不會真正理解它對那裡的人們的好處，它能夠做甚麼。」他說。「若是毀了，或者丟了，那就是莫大的損失[5]。」

### 後續
- 2008年8月，為了讓粉絲們可以擁有和閱讀這個故事，羅琳為此印製了一本明信片冊。
- 羅琳已排除替波特系列寫一個完整的前傳的可能性，並以這句話作為該故事卡片的結語：「來自我不會寫下去的前傳——但這十分有趣[6]！」

## 外部連結
- Official statement on J.K. Rowling's Official Site
- Read the story here (Gryffindor Gazette)